# وایت استرایپس
وایت استرایپس (به انگلیسی: The White stripes) ‏ یک گروه راک آمریکایی دو نفره است که در سال ۱۹۹۷ در دیترویت میشیگان تشکیل شد.

## موسیقی
از نکات شاخص موسیقی وایت استرایپس، عدم استفاده از گیتار بیس در تنظیم و اجرای آهنگ هایشان است که جزو سازهای اصلی در ژانر راک و زیرشاخه‌های آن به شمار می‌آید.
بعضی آنها را مینی‌مالیست نیز خوانده‌اند.

## آلبوم‌ها
| نام آلبوم              | تاریخ پخش    |
| ۱. The white stripes   | ۱۵ ژوئن ۱۹۹۹ |
| ۲. De Stijl            | ۲۰ ژوئن ۲۰۰۰ |
| ۳. White Blood Cells   | ۳ ژوئیه ۲۰۰۱ |
| ۴. Elephant            | ۱ آوریل ۲۰۰۳ |
| ۵. Get Behind Me Satan | ۷ ژوئن ۲۰۰۵  |
| ۶. Icky Thump          | ۱۹ ژوئن ۲۰۰۷ |

## جوایز

### ۲۰۰۳
- برنده جایزه گرمی بهترین آلبوم آلترنیتیو برای آلبوم Elephant

### ۲۰۰۵
- برنده جایزه گرمی بهترین آلبوم آلترنیتیو برای آلبوم Get Behind Me Satan

### ۲۰۰۷
- برنده جایزه گرمی بهترین آلبوم آلترنیتیو برای آلبوم Icky Thump
- برنده جایزه گرمی بهترین اجرای دوئت یا گروهی سبک راک برای آلبوم Icky Thump